# 林高演
林高演，GBS（1951年—），恆基兆業系內多間公司的高層，擔任香港小輪(集團)有限公司主席、恒基兆業發展有限公司副主席、香港中華煤氣有限公司董事、美麗華酒店企業有限公司董事。林高演也是李兆基财团的首席重要幕僚。
林高演早年在香港島長大，居住在灣仔軒尼詩道，1963年畢業於聖公會聖米迦勒小學，1968年於嶺南中學完成中五課程，並轉到英皇書院修讀預科。中七畢業後升讀香港大學。他在1992年成立“香港智华基金”（the Hong Kong Chi Wah Foundation）捐建大量资金兴建中学教学楼、宿舍及图书馆，并设立奖学金，每年奖励成绩优异的学生和教学成绩突出的教师。林高演兼任复旦大学教育发展基金会（海外）董事。中国文化研究院在2006年向林高演颁授荣誉院士称号。

## 新聞
- 林高演：恆地無集資需要
- 好拍檔林高演獲學堂命名 （页面存档备份，存于）
- 老臣林高演 同辭任34董事 （页面存档备份，存于）
- 林高演闢謠不涉重組 （页面存档备份，存于）